# Enicospilus unicolor
Enicospilus unicolor là một loài tò vò trong họ Ichneumonidae.